# チューリッヒ歌劇場
チューリッヒ歌劇場（Oper Zürich）は、スイスのチューリッヒ市にある歌劇場。

## 概要
1834年に設立された。歌劇場のオーケストラも同時に設立された。1868年、トーンハレ協会の設立に伴い歌劇場オーケストラを母体として現在のチューリッヒ・トーンハレ管弦楽団が創設され、以後オーケストラは歌劇場とコンサートの掛け持ちとなっていたが、まもなく半数の団員を共有する形になり、さらには1985年にチューリッヒ歌劇場管弦楽団（のちフィルハーモニア・チューリッヒと改称）とトーンハレ管弦楽団は完全分離した。第一級の劇場としては舞台の横幅がやや狭いのが難点だが、豪奢な観客席を持ち、後述のような近年の上演活動の充実とあいまって名声を高めている。
1995年から2008年までフランツ・ウェルザー＝メストが首席指揮者（後に音楽総監督）、2012年より2021年までファビオ・ルイジ、2021年からジャナンドレア・ノセダが音楽総監督を務める。
主なレコーディングは、チューリッヒ歌劇場に頻繁に客演するニコラウス・アーノンクール指揮で、モンテヴェルディやモーツァルトのオペラなどがある。ウェルザー＝メスト就任以降急速に存在感を増し、彼やアーノンクールらの指揮で多数のライブ映像もリリース。現在ではドイツ圏でも重要な歌劇場のひとつと言われている。2008年には来日公演を行った。
オリベッティのタイプライターの営業出身のアレクサンダー・ペレイラは、その経験を生かし赤字のチューリッヒ歌劇場を黒字化した。